# Городская клиническая больница № 1 (Тольятти)
 Тольяттинская городская клиническая больница № 1 имени В.А. Гройсмана — государственное бюджетное учреждение здравоохранения Самарской области, в городе Тольятти.

## История
Первое лечебное учреждение в Ставрополе (название г. Тольятти до 1964 года) было открыто в 1738 году и располагалось в неприспособленном месте.
В 1902 году вступило в строй первое деревянное здание больницы. Именно отсюда и пошла больница, именуемая сейчас первой городской. Но и это здание не было сохранено до настоящего времени, так как территория Ставрополя сейчас затоплена водами Куйбышевского водохранилища.
На конец 2008 года «Городская клиническая больница № 1» — это современные корпуса медгородка, отвечающие всем требованиям сегодняшнего дня, оснащенные по последнему слову медицинской науки и технических достижений. В 2002 году, к 100-летию «Городской клинической больницы № 1», на её территории построена православная часовня.
Больница расположена по адресу:
- 445009, г. Тольятти, ул. Октябрьская, дом 68 (Центральный район города).

## Деятельность
«Городская клиническая больница № 1» является межрайонным центром в г. Тольятти и Самарской области — урологическим, колопроктологическим, нефрологическим и гемодиализа («искусственная почка») и литотрипсии. Ежегодно здесь лечится более 15 тыс. больных.
В больнице работают — 157 врачей, из них: 1 доктор медицинских наук, 29 кандидатов медицинских наук, 9 соискателей ученой степени доктора медицинских наук, 6 соискателей ученой степени кандидата медицинских наук. Отличников здравоохранения — 5, Заслуженных врачей России — 5.

### Руководство
- Гройсман, Виталий Александрович — 1982—2015 год главный врач.[3]
- Сакеев Евгений Петрович — 2015—2019 год главный врач, депутат Думы Тольятти 6-го созыва.
- Замулин Максим Александрович — 2020-2022 год, главный врач
- Игуменов Андрей Васильевич - с 2023 по настоящее время

### Лечебные отделения
- Терапия
- Урология
- Нефрология
- Гемодиализ
- Эндокринология
- Хирургия
- Колопроктология
- Неврология
- Токсикология
- Реанимация и анестезия
- Гинекология
- Дневной стационар

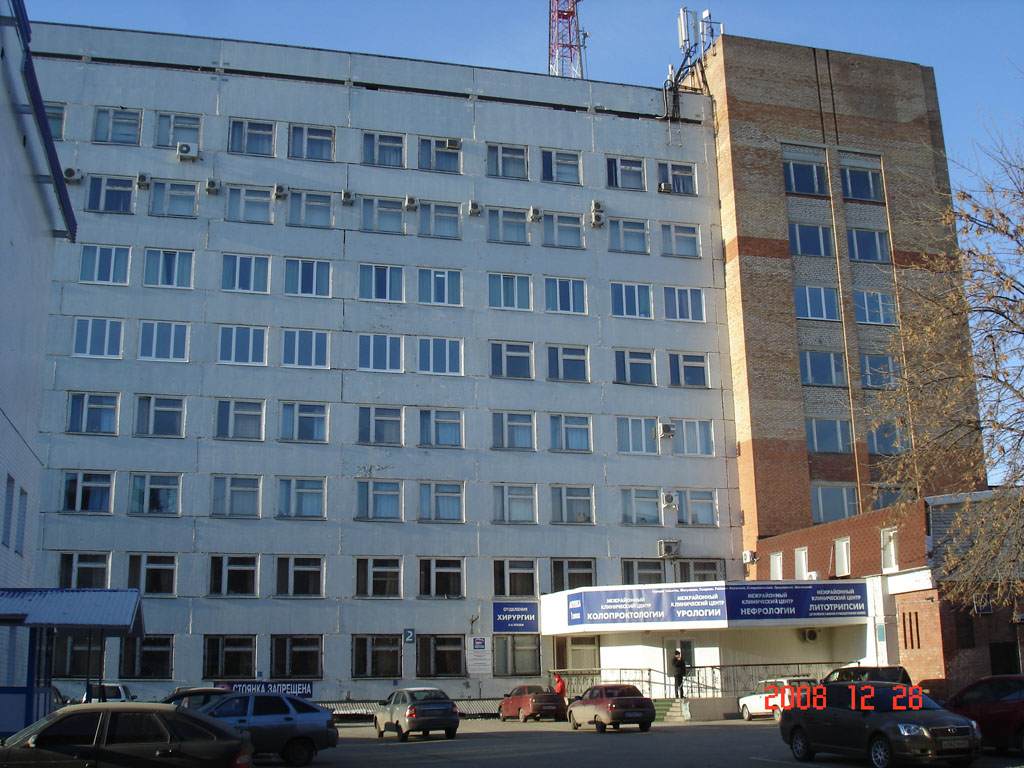
Основной корпус

- Консультативный амбулаторно-полинический центр
- Гравитационная хирургия крови
- Гипербарическая оксигенация
- Восстановительной медицины, физиотерапии и санаторно-курортного лечения
- Клинико-диагностическая лаборатория

### Диагностическое отделение
- Лучевая диагностика
- Рентген кабинет
- Комплекс компьютерной томографии
- Кабинет ангиографических исследований
- Кабинет УЗИ
- Эндоскопический кабинет
- Кабинет функциональной диагностики